# Stanislav Menšík
Stanislav Menšík (9. listopadu 1912 Svatý Kopeček u Olomouce – 16. června 1970 Olomouc) byl olomoucký malíř a grafik, autor slohově bohatého díla s motivy figurálními i prací inspirovaných krajinou Jeseníků a okolím Svatého Kopečku. Těžiště jeho tvorby tkví v křesťanských námětech, které zpracovával osobitým expresivním stylem. Věnoval se však také krajinomalbě, zátiší i žánrovým scénám ze života na moravském venkově.

## Život
Stanislav Menšík pocházel ze skromných poměrů, rodiče provozovali ve svém domě na Svatém Kopečku obchod se smíšeným zbožím. Vyučil se obchodním příručím, ale více ho zajímalo kreslení nebo vyřezávání. Po otcově smrti se v devatenácti letech rozhodl, že bude malířem. V začátcích umělecké činnosti ho podporovaly matka a starší sestra Marie, které vedly rodinnou prodejnu. V roce 1932 se zúčastnil své první výstavy se členy Moravskoslezského sdružení výtvarných umělců v Moravské Ostravě.
Menšík nevystudoval žádnou uměleckou školu. Spisovatelka a aktivistka Pavla Moudrá zprostředkovala setkání s Alfonsem Muchou, u kterého v letech 1934–1935 absolvoval několik soukromých konzultací. Po nich začal používat titul akademický malíř, přestože neměl formální umělecké vzdělání. Zřídil si na Svatém Kopečku malý ateliér a na jaře 1938 se jako host zúčastnil výstavy Skupiny olomouckých výtvarníků, na kterou byly přijaty čtyři olejomalby. Zapojil se do společenství duchovně orientovaných umělců a intelektuálů, mezi které patřili teolog Metoděj Habáň, spisovatelé Jan Zahradníček, Jan Čep, Jakub Deml, Václav Stratil, či malíři Rudolf Michalik a Václav Boštík. Zúčastňoval se Akademických týdnů pořádaných dominikány na Svatém Kopečku koncem třicátých let, v jejichž rámci proběhlo i několik výstav. 

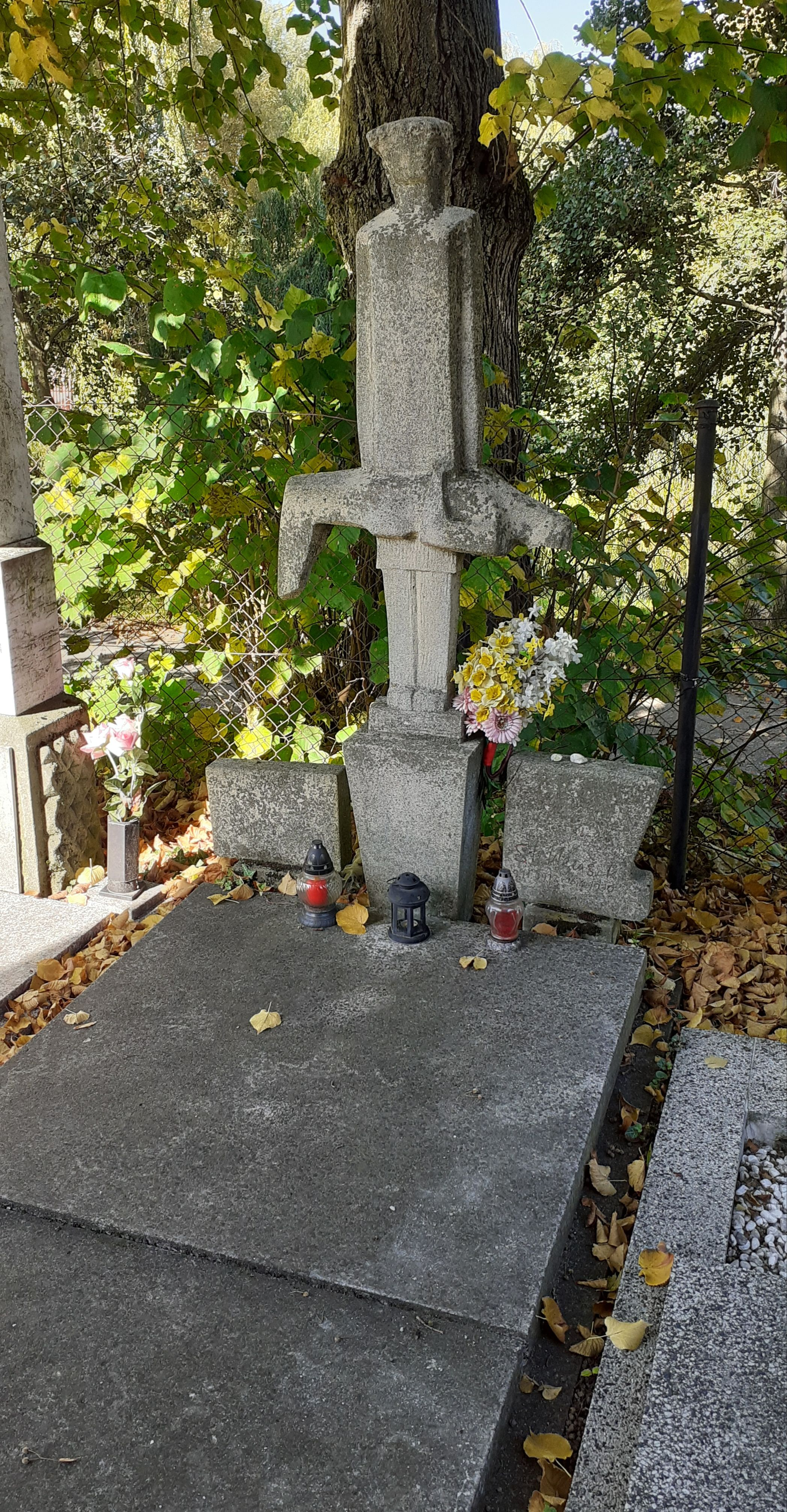
Hrob Stanislava Menšíka

Přes svou hlubokou křesťanskou víru a sociální cítění žil bohémským životem, stupňující se závislost na alkoholu mu komplikovala život. Během druhé světové války byl několik měsíců vězněn v olomoucké káznici, když v opilosti zpíval obdivnou píseň na Stalina a urážel říšského protektora von Neuratha. Po propuštění se přestěhoval na radu přátel na Brněnsko, kde pobýval u mecenáše umění Bohumila Braunera. Tam se seznámil s Jindřichem Svobodou, uměleckým knihařem, který pak koncem 50. let podle Menšíkových návrhů  vytvořil knižní vazby několika římských kancionálů a svatováclavského misálu. V roce 1944 měl v Brně úspěšnou samostatnou výstavu, prodaly se téměř všechny obrazy. O rok později se oženil a narodila se mu dcera Olga. Manželství trvalo jen krátce a skončilo rozvodem.  Po osvobození Menšík vstoupil do komunistické strany, ale po roce 1948 byl pro pasivitu vyloučen. 
V roce 1945 koupil Stanislav Menšík zchátralou chalupu v Ludvíkově v Jeseníkách, kterou postupně opravil a přistavěl ateliér. Často zde pobýval a díky tomu rozšířil svou dosavadní tvorbu o náměty z jesenické přírody.   V roce 1947 byl přijat do Skupiny moravských výtvarníků a v roce 1949 se stal členem Ústředního svazu československých výtvarných umělců. Získal status profesionálního výtvarníka, jeho práce byly zastoupeny na skupinových výstavách v Olomouci i jiných moravských městech (Šumperk, Jeseník). 
V roce 1951 se Menšík podruhé oženil, manželka Otilie měla příznivý vliv na jeho životní styl a starala se i o prodej jeho obrazů. Menšík si zřídil ateliér v prvním poschodí severního křídla rezidence při bazilice na Svatém Kopečku, kde od roku 1955 pořádal také soukromé výstavy pro přátele. Veřejnosti své práce představil na samostatných výstavách v několika moravských městech a v roce 1958 i v Praze. 
V roce 1969 se přestěhoval do Olomouce, ale začaly se projevovat zdravotní problémy. Zemřel doma po opakovaném infarktu myokardu 16. června 1970. Jeho hrob na svatokopeckém hřbitově zdobí plastika Múza a její zesnulý vyznavač od přítele sochaře Járy Šolce.
V roce 1973 byla v Olomouci uspořádána velká posmrtná výstava díla Stanislava Menšíka. V roce 2018 Arcidiecézní muzeum Olomouc věnovalo Stanislavu Menšíkovi retrospektivní výstavu Marnotratný milovník barev, provázenou reprezentativním katalogem. Jeho obrazy jsou zastoupeny zejména v majetku Muzea umění Olomouc, Moravské galerie v Brně a Krajské galerie výtvarného umění ve Zlíně. 

## Dílo
Menšíkovo dílo čítá kolem 500 maleb, 1500 kreseb, 30 grafik, 10 ex libris, 20 ilustrovaných knih a bibliofilií. Kromě olejomalby používal temperu, kombinovanou techniku, akvarel, pastel, kresby tužkou nebo perem. Kromě malby a kresby se věnoval také grafice a ilustrování knih. V šedesátých letech spolupracoval také s architektem Lubomírem Šlapetou na úpravě interiérů několika olomouckých obchodů. Pro prodejnu obuvi vytvořil asamblážový triptych s názvem Stopa mého života.

### Malba a kresba
V počátcích tvorby maloval většinou krajinky, především z okolí Svatého Kopečka, Od roku 1937, kdy zemřela jeho matka, se už objevují biblické náměty a duchovní tematika.  
V době konzultací u Muchy viděl jeho návrhy vitráží pro katedrálu sv. Víta a vitrážový styl se sytě barevnými plochami a výraznými tmavými konturami Menšík často používal především u figurálních kompozic s náboženskou tematikou. V této oblasti své tvorby byl Menšík zásadně ovlivněn také dílem Jana Zrzavého a Georgese Rouaulta. Dalším inspiračním zdrojem bylo pro Menšíka dílo Edvarda Muncha, jak je zřejmé z jeho prací na přelomu 30. a 40. let, jako je například olej Zázračný rybolov nebo Smutný muž z roku 1939. Náboženské motivy zpracovával expresivním stylem, na kterém byly patrné vlivy manýrismu. Příkladem jsou olejomalby Kristus v Getsemanské zahradě Hlava sv. Jana křtitele, Vzkříšení, Kladení do hrobu, Vidění Jana Andrýska (na Svatém Kopečku) nebo později Hlava Krista (kombinovaná technika na papíře, 1943). Obdobný styl je zřejmý i na pracích se světskou tematikou, ze kterých lze cítit silný sociální podtext, např. scéna masopustu, klauni nebo ženské figury. Od roku 1943 se mezi Menšíkovými pracemi objevují i malby a kresby provedené jemnějším stylem, jak je zřejmé na olejomalbách Paridův soud nebo Korunování Panny Marie.
Po válce často maloval v plenéru, jak na Svatém Kopečku, tak v okolí své chalupy v Jeseníkách. Námětem obrazů se kromě zachycení krajiny staly i kytice nebo žánrové scény, jako Trhání šípků (1946), Hrající si děti (1947), Koulující se děti na Svatém Kopečku (1950). Vedle rutinního stylu se objevily i obrazy s pestřejší paletou barev a volnějším rukopisem. Náboženská tematika, přes určité omezení dané novými společenskými poměry, zůstala důležitou součástí jeho tvorby. Vznikly např. olejomalby Ukřižování (1957), Máří Magdaléna (1955) nebo Hlava Krista (1957).
Začátkem šedesátých let začal Menšík malovat vlastním bruselským stylem s geometrizujícími formami, směřujícím až k abstrakci. Příkladem jsou olejomalby Vesnice (1964), Prostitutka (1963), Zamrzlá řeka (1964), Mrtvý les (1966) nebo dynamicky pojaté Peklo v dešti (1965) či Kořeny (1967). V posledních obrazech z Jeseníků (Pohled na Praděd, Obří důl a další) z roku 1969 se vrátil k realističtějšímu pojetí při zachování typické barevnosti. 

### Grafika
Grafické tvorbě se Menšík věnoval příležitostně během své tvůrčí činnosti. Na prvních grafikách, provedených technikou dřevorytu koncem 30. let, zpracoval náboženské motivy. Jeho grafické práce byly také součástí bibliofilií: linoryt Útěk do Egypta doprovodil hymnus Salvete, flores Martyrum vydaný v roce 1939 a čtyři černobílé dřevoryty byly přiloženy k souboru Šesti básní Petra Bezruče z roku 1947. Od poloviny 50. let se častým námětem jeho grafických listů staly motivy z Jeseníků, kde měl na chatě v Ludvíkově svůj druhý domov. Po přestěhování do Olomouce vznikly dřevoryty i barevné litografie s tematikou hanácké krajiny a olomouckých památek.
Pro své přátele vytvořil různými grafickými technikami nejméně deset ex libris. Menšík doprovodil svými ilustracemi několik knih svého přítele O.F.Bablera. Přispěl také do tří svazků edice Magnificat vydávané v Kroměříži v letech 1939–1947. Ilustroval knihy veršů přeložené Bohuslavem Reynkem, soubory pohádek i další bibliofilie.  Kresbami přispíval také do různých novin a časopisů. Vytvořil kresebné návrhy pro bibliofilská vydání několika misálů a kancionálu, jejichž kožené vazby realizoval Jindřich Svoboda.

### Samostatné výstavy (výběr)
- Výstava obrazů Stanislava Menšíka, Galerie Skupiny olomouckých výtvarníků (Ditrichova galerie) Brno, 28.5.–15.6.1944
- Krajiny Stanislava Menšíka, Malá galerie Dílo, Olomouc, 11.11.–2.12.1956
- Výstava obrazů Stanislava Menšíka. Výstavní síň Lidové demokracie, Praha, 3.6.–24.6.1958
- Výstava obrazů akademického malíře Stanislava Menšíka, Severomoravské krajské oblastní divadlo, Šumperk, 6.12–30.12.1959
- Stanislav Menšík, Výstavní síň Dílo, Ostrava, 4.11.–30.11.1960
- Stanislav Menšík–výběr z díla, Dům umění, Olomouc, březen 1973
- Stanislav Menšík. Výběr z malířského díla, Kabinet grafiky, Olomouc, 13.6.–21.7.1991
- Marnotratný milovník barev. Stanislav Menšík (1912–1970), Arcidiecézní muzeum Olomouc, 25.10.–27.1.2019